# Санді Ловрич
Санді Ловрич (нім. Sandi Lovric; нар. 28 березня 1998, Лієнц) — австрійський і словенський футболіст, півзахисник італійського «Удінезе» і національної збірної Словенії.

## Клубна кар'єра
Народився 28 березня 1998 року в австрійському Лієнці в родині словенців. Розрочав займатись футболом в клубі «Рапід» з рідного міста, а 2012 року опинився в академії «Штурма» (Грац).
17 серпня 2014 року в матчі проти віденської «Аустрії» Ловрич дебютував у австрійській Бундеслізі, замінивши в кінці другого тайму Марко Станковича. З сезону 2017/18 став основним гравцем клубу і того ж року виграв з командою Кубок Австрії.
3 липня 2019 року Санді перейшов у швейцарське «Лугано». Протягом наступних трьох сезонів був серед гравців основного складу команди і відіграв за неї понад 100 матчів різних турнірів.
Навесні 2022 року домовився про продовження кар'єри в італійському «Удінезе» і влітку того ж року, після завершення контракту з «Лугано», уклав з італійцями п'ятирічний контракт.

## Виступи за збірні
2013 року дебютував у складі юнацької збірної Австрії (U-16). З командою до 17 років у 2015 році Санді поїхав на юнацький чемпіонат Європи у Болгарії. У матчі-відкритті турніру проти Іспанії він забив гол. Ловрич також зіграв у поєдинках проти команд Хорватії та Болгарії, але його команда з групи не вийшла.
Наступного року в складі команди до 19 років Ловрич взяв участь у юнацькому чемпіонаті Європи в Німеччині. На турнірі він зіграв у всіх трьох матчах, але австрійці знову не подолали груповий етап. Загалом на юнацькому рівні взяв участь у 36 іграх, відзначившись 15 забитими голами.
З 2017 року залучався до складу молодіжної збірної Австрії. На молодіжному рівні зіграв у 12 офіційних матчах, забив 3 голи.
Вирішив на рівні національних команд захищати кольори історичної батьківщини і 2020 року дебютував в іграх за національну збірну Словенії.
| Дата       | Місто            | Господарі          | Результат | Гості       | Турнір                               | Голи | Примітки |
| ---------- | ---------------- | ------------------ | --------- | ----------- | ------------------------------------ | ---- | -------- |
| 7-10-2020  | Любляна          | Словенія           | 4 – 0     | Сан-Марино  | товариський матч                     | -    |          |
| 11-10-2020 | Приштина         | Косово             | 0 – 1     | Словенія    | Ліга націй УЄФА 2020-2021 - 1-й етап | -    | 85'      |
| 14-10-2020 | Кишинів          | Молдова            | 0 – 4     | Словенія    | Ліга націй УЄФА 2020-2021 - 1-й етап | 1    | 77'      |
| 11-11-2020 | Любляна          | Словенія           | 0 – 0     | Азербайджан | товариський матч                     | -    | 46'      |
| 15-11-2020 | Любляна          | Словенія           | 2 – 1     | Косово      | Ліга націй УЄФА 2020-2021 - 1-й етап | -    | 9' 87'   |
| 18-11-2020 | Афіни            | Греція             | 0 – 0     | Словенія    | Ліга націй УЄФА 2020-2021 - 1-й етап | -    | 90+2'    |
| 24-3-2021  | Любляна          | Словенія           | 1 – 0     | Хорватія    | Відбір до ЧС 2022                    | 1    | 87'      |
| 27-3-2021  | Сочі             | Росія              | 2 – 1     | Словенія    | Відбір до ЧС 2022                    | -    | 86'      |
| 30-3-2021  | Строволос        | Кіпр               | 1 – 0     | Словенія    | Відбір до ЧС 2022                    | -    | 81'      |
| 1-6-2021   | Скоп'є           | Північна Македонія | 1 – 1     | Словенія    | товариський матч                     | -    | 62'      |
| 4-6-2021   | Копер (Словенія) | Словенія           | 6 – 0     | Гібралтар   | товариський матч                     | -    | 46'      |
| 1-9-2021   | Любляна          | Словенія           | 1 – 1     | Словаччина  | Відбір до ЧС 2022                    | -    | 83'      |
| 4-9-2021   | Любляна          | Словенія           | 1 – 0     | Мальта      | Відбір до ЧС 2022                    | 1    | 70'      |
| 7-9-2021   | Спліт            | Хорватія           | 3 – 0     | Словенія    | Відбір до ЧС 2022                    | -    |          |
| 8-10-2021  | Та-Калі          | Мальта             | 0 – 4     | Словенія    | Відбір до ЧС 2022                    | -    | 71'      |
| 11-10-2021 | Марибор          | Словенія           | 1 – 2     | Росія       | Відбір до ЧС 2022                    | -    | 90+6'    |
| 11-11-2021 | Трнава           | Словаччина         | 2 – 2     | Словенія    | Відбір до ЧС 2022                    | -    |          |
| 14-11-2021 | Любляна          | Словенія           | 2 – 1     | Кіпр        | Відбір до ЧС 2022                    | -    | 31'      |
| 26-3-2022  | Ер-Райян         | Хорватія           | 1 – 1     | Словенія    | товариський матч                     | -    | 63'      |
| 29-3-2022  | Ер-Райян         | Катар              | 0 – 0     | Словенія    | товариський матч                     | -    | 46'      |
| 2-6-2022   | Любляна          | Словенія           | 0 – 2     | Швеція      | Ліга націй УЄФА 2022-2023 - 1-й етап | -    | 65'      |
| 5-6-2022   | Белград          | Сербія             | 4 – 1     | Словенія    | Ліга націй УЄФА 2022-2023 - 1-й етап | -    | 79'      |
| 24-9-2022  | Любляна          | Словенія           | 2 – 1     | Норвегія    | Ліга націй УЄФА 2022-2023 - 1-й етап | -    | 71'      |
| 27-9-2022  | Стокгольм        | Швеція             | 1 – 1     | Словенія    | Ліга націй УЄФА 2022-2023 - 1-й етап | -    | 85'      |
| Усього     |                  | Матчів             | 24        |             | Голів                                | 3    |          |

## Титули і досягнення
- Володар Кубка Австрії (1):

«Штурм» (Грац): 2017-18
- Володар Кубка Швейцарії (1):

«Лугано»: 2021-22